# Omoadiphas texiguatensis
Omoadiphas texiguatensis — вид змій родини полозових (Colubridae). Ендемік Гондурасу.

## Поширення і екологія
Omoadiphas texiguatensis відомі за типовим зразком, зібраним в заповіднику Серро-Тексігуат в горах Кордильєра-Номбре-де-Діос на півночі Гондурасу, в департаменті Йоро, на висоті 1690 м над рівнем моря. Вони живуть у вологих гірських тропічних лісах, серед опалого листя.

## Збереження
МСОП класифікує цей вид як такий, що перебуває на межі зникнення. Omoadiphas cannula загрожує знищення природного середовища.